# 不淨觀
不淨觀，另外譯不淨想，又稱不淨業處，厭作意或厭惡作意，佛教術語，為一種修行禪定的調伏心智的方法。他們會藉由觀想人類身體的組成，以及人體在過世之後，成為屍體，並逐漸毀敗的過程，被認為是對治欲界貪欲特別有效的一種方式。也是五停心觀之一。

## 概論
在梵文中，śubhā為潔淨或美好之意，加上否定詞頭a-，形成aśubhā，意為不潔淨、不美好，含有厭惡之意。以不淨的身體作為觀想對象，在心中以意念形成影像（想），將思想集中於這個影像之上（繫念），進行禪修，以進入三摩地中，這種修行法稱為不淨觀。在不淨觀的過程裏，需要產生厭惡的心理（作意），以對治對於身體的貪欲，所以這種修行法，又被稱為厭作意，或厭惡作意。
不淨觀並不是由佛教發明，而是源於印度沙門傳統。釋迦牟尼佛在世時，教授了許多種不同的禪修方法，不淨觀是其中之一，被認為特別可以對治五蓋中的貪欲，也有助於七覺分的修行。僧團中因修行不淨觀，產生了不良影響，造成自殺等事件，釋迦牟尼改而教授了安那般那念，並於不殺生戒中禁止自殺、勸死、讚死。
不淨觀仍然受到僧團的重視，被認為是二甘露門之一，也被列入五停心觀。有鑑於其缺點，對於修行不淨觀的方法，也作了修正，如先修行安那般那念，再修行不淨觀；界分別觀也採用相同的觀想方式，但不強調厭惡作意；在白骨觀中，最後階段，由不淨觀轉為淨觀。

## 修行方式
在《中阿含經》，不淨觀被列為四念處中的身念處，又分成觀察自身（身至念），以及觀察死亡過程（墓園九觀）兩者。由墓園九觀，又發展出白骨觀。
据《俱舍论》卷二十二、《大智度论》卷十九等载，修此禅观以对治貪愛色身及欲界男女欲贪为目的。方法是在禅定中观想自身与他身污秽不净：
- 观自身不净：观身死、尸发胀、变青瘀、脓烂、腐朽、虫吃、骨锁等；
- 观他身不净：观种子不净（以过去惑业为因，以父母精血为种）、住处不净（住母胎）、自相不净（身具九孔，有唾涕大小便等）、自体不净（由三十二种不净物组成身体）、终竟不净（身死后或土埋成土，或虫吃成粪，或火烧成灰）。修此禅观以消除对人生的贪恋，坚定出世修行的决心。

### 觀自身
如同以意念進行人體解剖，修行者以組成自己身體的器官、體液、填充物等為觀想對象。根據經典，區分為《南傳大藏經》的三十一物，漢傳《雜阿含經》及《中阿含經》的三十二物，以及《大般若經》及《大毗婆沙論》的三十六物。漢傳佛教所傳，主要為觀三十六物，南傳佛教的傳承則為三十二身分。

### 觀他身
在墓園、森林或街道，觀察屍體的腐敗與分解過程。在禪修時，憶想起屍體的影像，以此進行禪修。

### 觀入胎
觀想從精卵結合開始，身體的發育過程。
九相观
如九相观。九相观者。
一者新死相。或见死人。身体正直无所复知。想我此身亦当复尔与此无异。故曰新死相。
二者青淤相。或见死人。一日至于七日。身体青膖瘀黑相。我所爱身亦当复尔与此无异。故曰青瘀相。
三者脓血相。或见死人。身已烂坏血流涂漫。极为可恶不可瞻视。我所爱身亦当复尔。故曰脓血相。
四者绛汁相。或见死人。身体纵横黄水流出状似绛汁。我所爱身亦当复尔。故曰绛汁相。
五者食不消相。或见死人。为乌鸟所食。虫狼所啖。为蝇所蛆。其肉欲尽或半身在。我所爱身亦当复尔。故曰食不消相。
六者筋缠束薪相。或见死人。皮肉已尽止有筋骨相连。譬似束薪。由是得成而不解散。我所爱身亦当复尔。故曰筋缠束薪相。
七者骨节分离相。或见死人。筋已烂坏骨节纵横不在一处。我所爱身亦当复尔。故曰骨节分离相。
八者烧燋可恶相。或见死人。为家火所烧。野火所焚。燋缩在地。极为可恶不可瞻视。我所爱身亦当复尔。故曰烧燋可恶相。
九者故骨相。或见久昔干骨。若五十岁。至百岁二百岁三百岁时。骨还变白。日曝彻中。火从骨上焰焰而起。火烧之后风吹入地还归于土。是名略说九相。

## 經典
《禪秘要法經》裡有許多不淨觀的觀想方式。